# Haworthia magnifica var. obserata
Haworthia magnifica var. obserata, descrita inicialment com a Haworthia obserata i més tard relegada com una varietat de Haworthia magnifica; pertany al gènere Haworthia de la subfamília de les asfodelòidies.

## Descripció
Haworthia magnifica var. obserata és una suculenta perennifòlia. La roseta té fins a 6 fulles i es manté solitària. Les fulles són de color verd apagat, de vegades amb dents suaus als marges. El tipus de flor i el període és molt més proper al grup mirabilis. Floreix cinc mesos després de Haworthia breueri i altres elements de la regió.
Aquesta varietat encara no és molt coneguda en cultiu. Les condicions de creixement són les mateixes que H. breueri o H. picta. La propagació s'ha de fer per llavors.

## Distribució i hàbitat
Aquesta varietat creix a la província sud-africana del Cap Occidental; concretament té una distribució limitada a la granja Brandrivier, a l'est de Barrydale. Aquesta varietat es va descobrir a prop de Tulista opalina. Aquest descobriment ha ampliat la distribució de Haworthia magnifica al Petit Karoo.

## Taxonomia
Haworthia magnifica var. obserata va ser descrita per (Marx) Breuer i publicat a Alsterworthia Int. 16(2): 6, a l'any 2016.
Etimologia
Haworthia: nom en honor del botànic britànic Adrian Hardy Haworth (1767-1833).
magnifica: epítet llatí que significa "magnífic".
var. obserata: epítet llatí que està relacionat amb la seva ocultació a l'hàbitat.
Basiònim
- Haworthia obserata Marx, Alsterworthia Int. 14: 17 (2014).[6]